# Жерве дьо Ла Рю
Жерве дьо Ла Рю (на френски: Gervais de La Rue) е френски филолог.
Роден е на 7 септември 1751 година в Кан. Завършва Канския университет, а след началото на Френската революция дълго време живее в Англия и Нидерландия. Връща се във Франция през 1798 година и до края на живота си работи в Канския университет. През този преиод е смятан за един от най-големите авторитети в историята на норманската и англо-норманската литература.
Жерве дьо Ла Рю умира на 24 септември 1835 година в Кан.